# Panik på kapplöpningsbanan
Panik på kapplöpningsbanan (engelska: Just My Luck) är en brittisk komedifilm från 1957 i regi av John Paddy Carstairs.

## Handling
Ett fattigt affärsbiträde spelar på hästkapplöpning och vinner stort.

## Rollista i urval
- Norman Wisdom - Norman Hackett / Normans far
- Margaret Rutherford - Mrs. Dooley
- Jill Dixon - Anne
- Leslie Phillips - Richard Lumb
- Delphi Lawrence - Miss Daviot
- Joan Sims - Phoebe
- Edward Chapman - Mr. Stoneway
- Peter Copley - Weaver
- Marianne Stone - flickan på tebaren
- Cyril Chamberlain - Goodwood-representant
- Sam Kydd - Roberts
- Ballard Berkeley - starter vid Goodwood
- Stringer Davis - vaktmästare